# Olympische Sommerspiele 2000/Teilnehmer (Guinea-Bissau)
| Gelbes Symbol für Goldmedaillen mit stilisierten Olympischen Ringen | Graues Symbol für Silbermedaillen mit stilisierten Olympischen Ringen | Braundes Symbol für Bronzemedaillen mit stilisierten Olympischen Ringen |
| ------------------------------------------------------------------- | --------------------------------------------------------------------- | ----------------------------------------------------------------------- |
| —                                                                   | —                                                                     | —                                                                       |

Guinea-Bissau nahm bei den Olympischen Sommerspielen 2000 in der australischen Metropole Sydney mit einer Delegation aus drei Athleten, die in drei Wettbewerben in Sportarten antraten, teil.
Für das afrikanische Land war es nach 1996 die zweite Teilnahme an Olympischen Sommerspielen. Jüngster Teilnehmer war der 21-jährige Leichtathlet Fernando Arlete.

## Flaggenträger
Wie schon 1996, trug der  Ringer Talata Embalo auch diesmal die Flagge Guinea-Bissaus während der Eröffnungsfeier im Stadium Australia.

## Teilnehmer nach Sportarten

### Leichtathletik
Männer
- Fernando Arlete
100 Meter: Vorläufe

Frauen
- Anhel Cape
800 Meter: Vorläufe

### Ringen
- Talata Embalo
Freistil, Federgewicht (– 63 kg): 1. Runde